# Troféu Calunga de Melhor Filme em Curta-Metragem

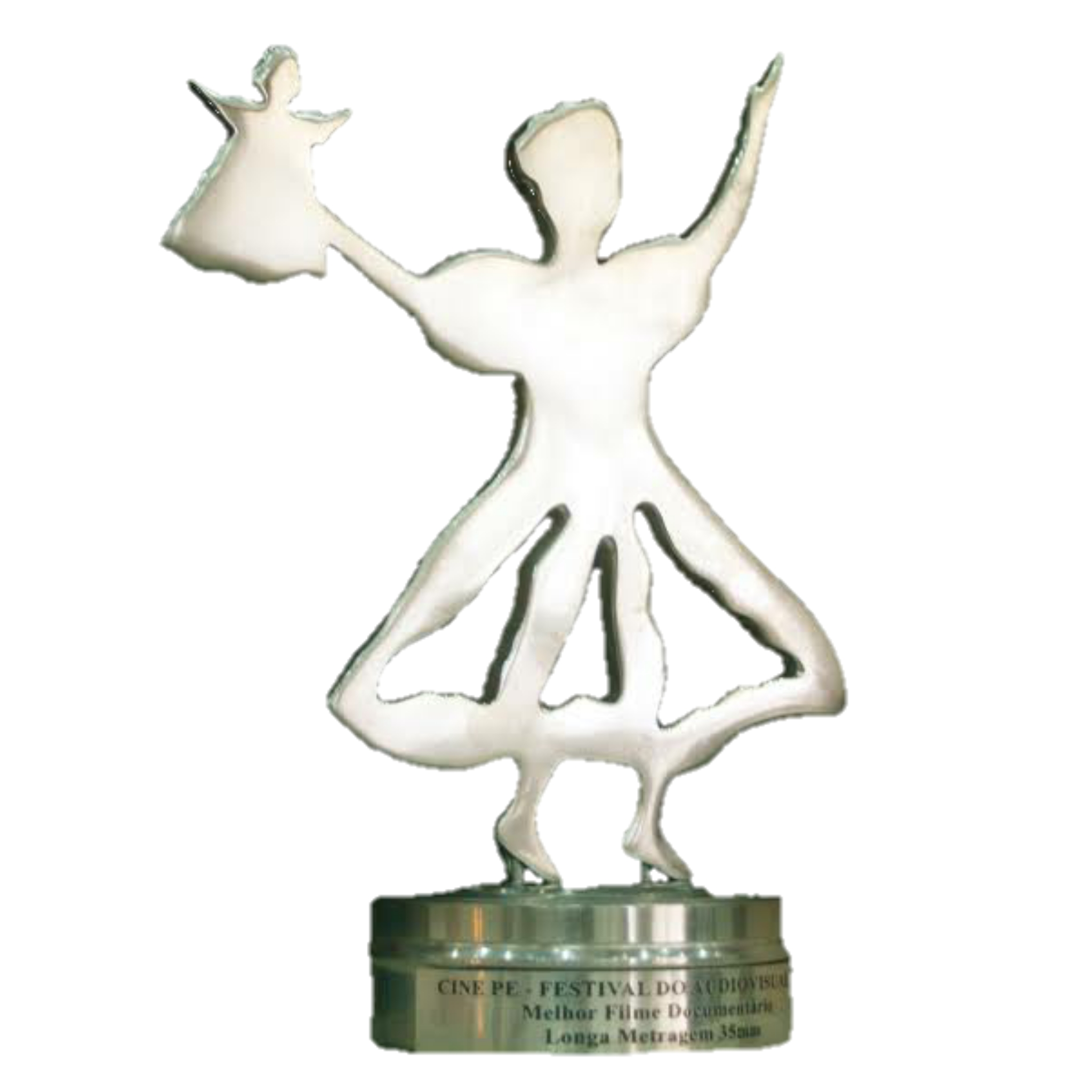
Troféu Calunga

O Troféu Calunga de Melhor Filme em Curta-Metragem é um prêmio laureado ao melhor filme em curta-metragem brasileiro concedido pelo Cine PE, festival audiovisual do cinema brasileiro.

## Lista de vencedores
- A lista a seguir conta com os nomes divulgados no site oficial do Cine PE - Festival do Audiovisual:[3]

### Década de 1990
| Ano  | Vencedor                         |
| ---- | -------------------------------- |
| 1997 | Mr. Abrakadabra José Araripe Jr. |
| 1998 | A Árvore da Miséria Marcos Vilar |
| 1999 | A Hora Vagabunda Rafael Conde    |

### Década de 2000
| Ano  | Vencedor                                                 |
| ---- | -------------------------------------------------------- |
| 2000 | E no meio passa um trem Fernando Meirelles, Nando Olival |
| 2001 | O Velho, O Mar e o Lago Camilo Cavalcanti                |
| 2002 | Um Sol Alaranjado Eduardo Valente                        |
| 2003 | Dona Cristina Perdeu a Memória Ana Luiza Azevedo         |
| 2004 | Bala Perdida Victor Lopes                                |
| 2005 | Fuloresta do Samba Marcelo Pinheiro                      |
| 2006 | O Som da Luz do Trovão Petrônio Lorena, Tiago Scorza     |
| 2007 | Deu no Jornal Yanko Del Pino                             |
| 2008 | Amanda e Monick André da Costa Pinto                     |
| 2009 | Superbarroco Renata Pinheiro                             |

### Década de 2010
| Ano  | Vencedor                          |
| ---- | --------------------------------- |
| 2010 | Bailão Marcelo Caetano            |
| 2011 | Tempestade Cesar Cabral           |
| 2012 | Até a Vista Jorge Furtado         |
| 2013 | Linear Amir Admoni                |
| 2014 | Tubarão Leo Tabosa                |
| 2015 | Até a China Marão (cineasta)      |
| 2016 | Redemunho Marcélia Cartaxo        |
| 2017 | Diamante, o Bailarina Pedro Jorge |
| 2018 | Vidas Cinzas Leonardo Martinelli  |
| 2019 | Cor de Pele Lívia Perini          |

### Década de 2020
| Ano  | Vencedor                                             |
| ---- | ---------------------------------------------------- |
| 2020 | O que pode um corpo? Victor Di Marco, Márcio Picoli  |
| 2021 | Nada de bom acontece depois dos 30 Lucas Vasconcelos |